# Jadwigów (powiat białobrzeski)
Jadwigów (dawn. Strupiechów) – wieś w Polsce położona w województwie mazowieckim, w powiecie białobrzeskim, w gminie Promna.
| SIMC    | Nazwa           | Rodzaj    |
| ------- | --------------- | --------- |
| 0632792 | Nowy Przybyszew | część wsi |

Wieś jest sołectwem w gminie Promna. 
Dawniej obecny Jadwigów nazywał się Strupiechów. Jadwigowem nazywano natomiast rozproszone osadnictwo nad rzeką ok. 800 m na północny wschód od Strupiechowa.
W latach 1867–1954 w gminie Rykały. 20 października 1933 w woj. warszawskim utworzono gromadę Strupiechów granicach gminy Rykały, składającą się ze wsi Strupiechów, Strupiechów Towarzystwo i Nowy Przybyszew.
Podczas II wojny światowej w Generalnym Gubernatorstwie, w dystrykcie warszawskim. W 1943 gromada Strupiechów liczyła 173 mieszkańców.
W związku z reorganizacją administracji wiejskiej jesienią 1954 gromada Strupiechów weszła w skład nowej gromady Goszczyn.
W latach 1975–1998 miejscowość należała administracyjnie do województwa radomskiego.